# Катериновка (Пятихатский район)
Катериновка (укр. Катеринівка) — село,
Беленщинский сельский совет,
Пятихатский район,
Днепропетровская область,
Украина.
Код КОАТУУ — 1224580503. Население по переписи 2001 года составляло 59 человек .

## Географическое положение
Село Катериновка примыкает к селу Верхнекаменистая, на расстоянии в 1,5 км расположены сёла Беленщина и Липовое.
По селу протекает пересыхающий ручей с запрудой.